# Сауверд
Сауверд (нід. Sauwerd) — село в нідерландській провінції Гронінген. Входить до муніципалітету Гет-Гогеланд.
Його площа становить 0,33км², а населення станом на 2021 рік складало 985 осіб.

## Визначні уродженці
- Раномі Кромовідьойо (1990) — нідерландська плавчиня, олімпійська чемпіонка

## Галерея

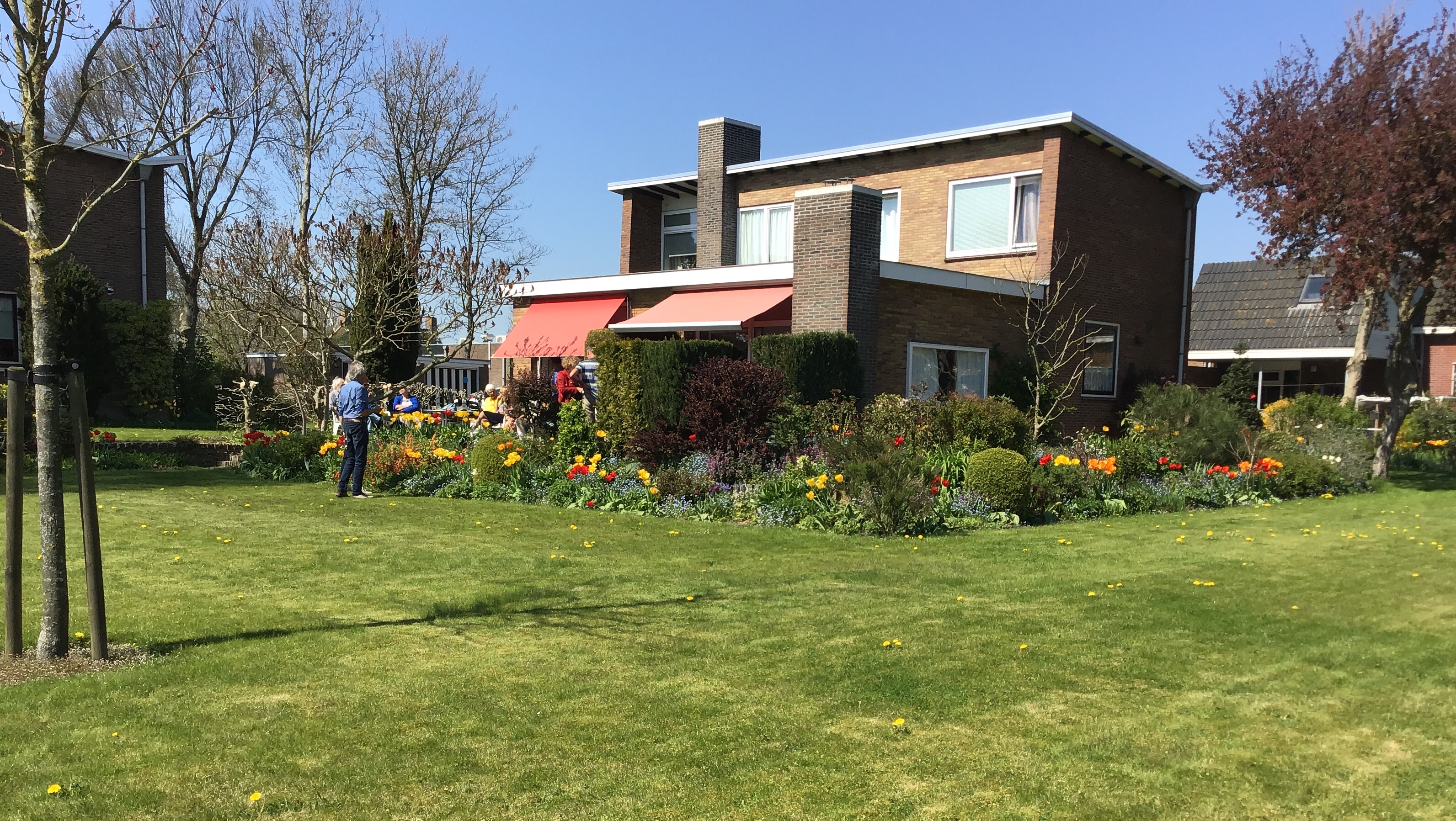
Сільський будинок
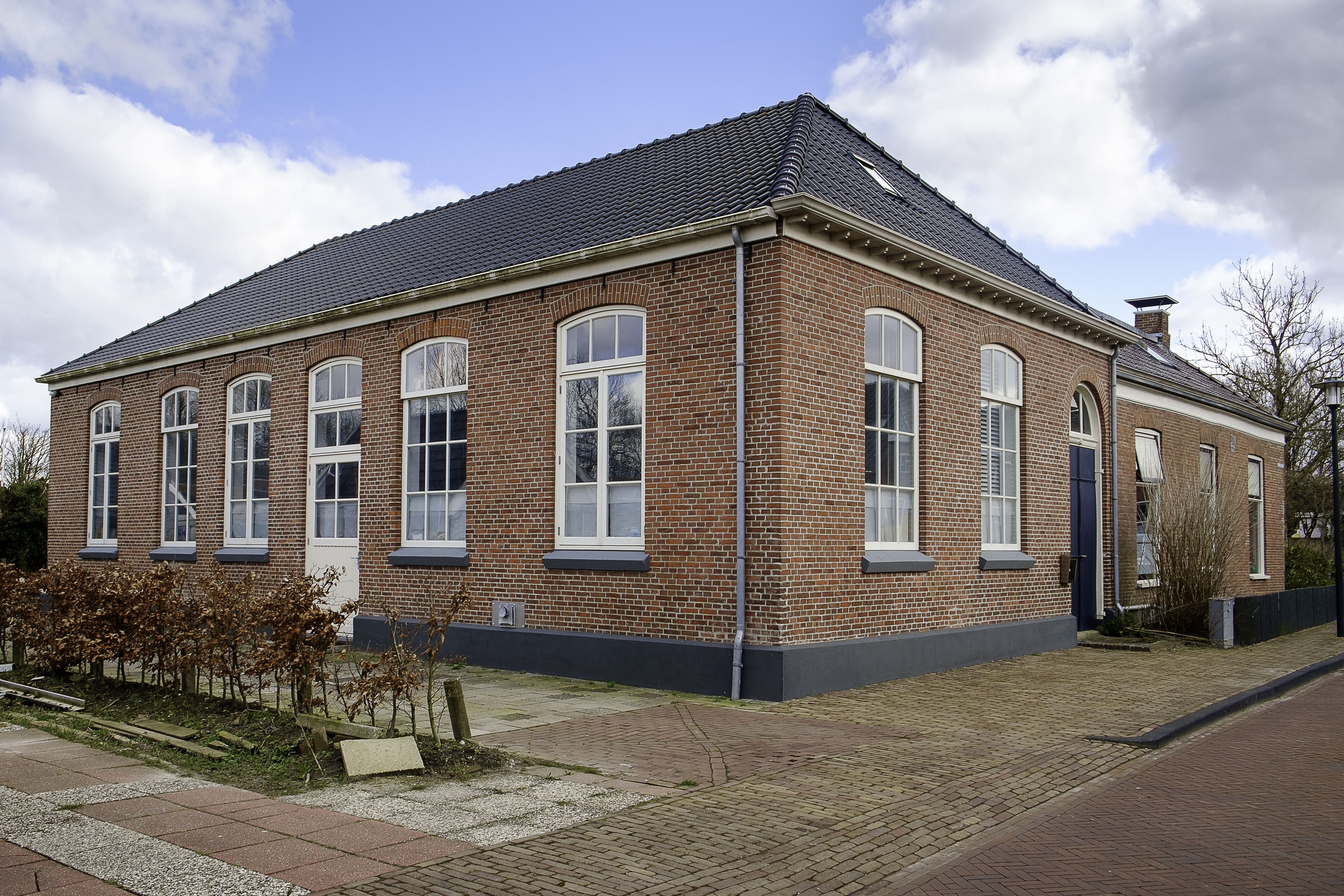
Школа
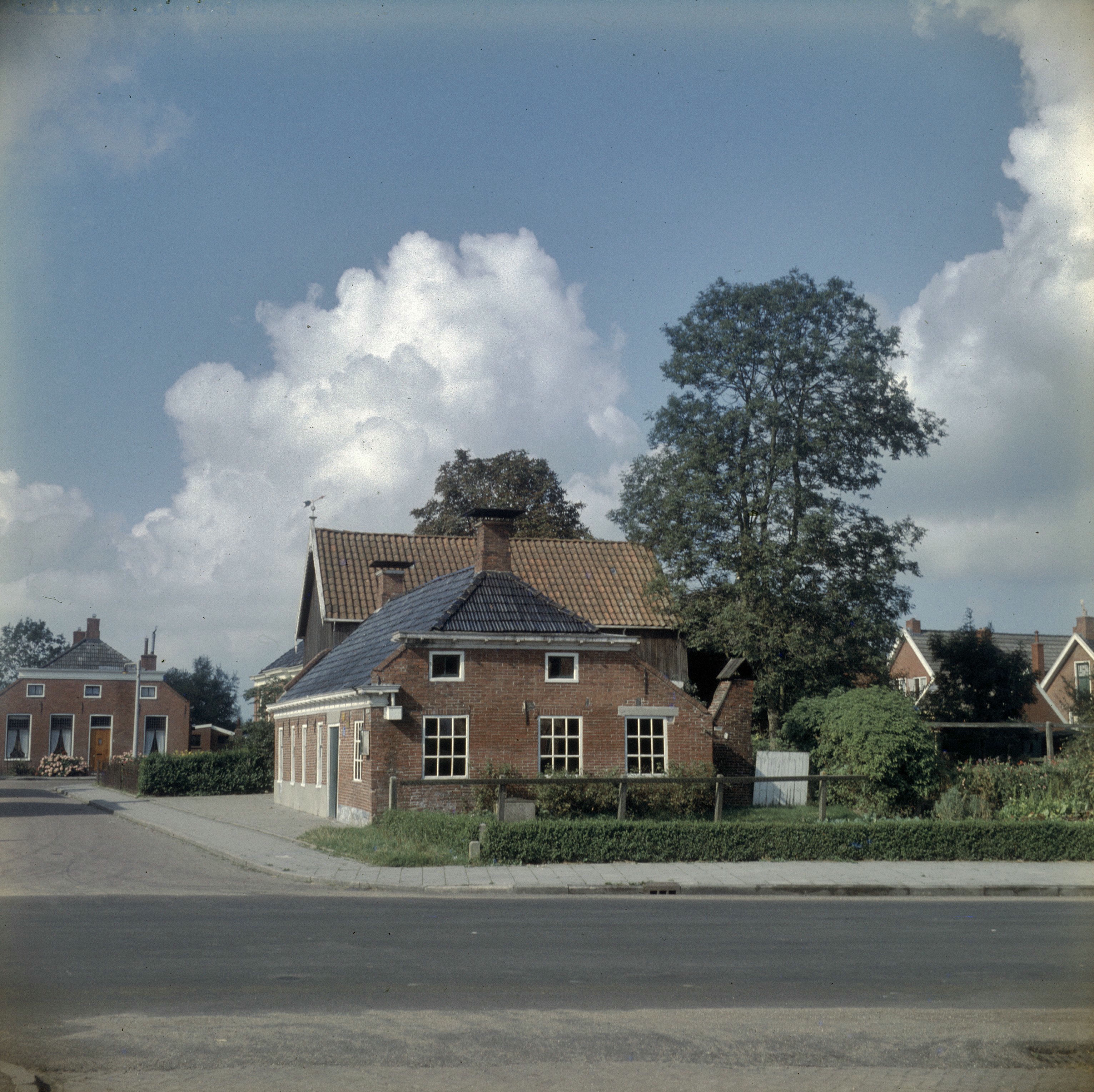
Колишній будинок стельмаха
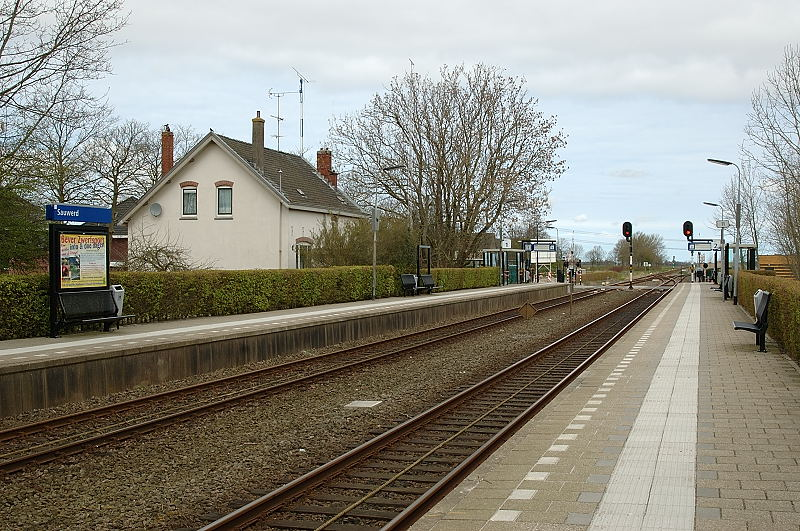
Залізнична станція